# 山科言経
山科 言経（やましな ときつね）は、戦国時代から江戸時代初期にかけての公卿。権大納言・山科言継の子。官位は正二位・権中納言。山科家13代当主。『言経卿記』の著者。

## 経歴
始めは「若子」と呼ばれていたが、天文14年（1545年）5月17日から8月27日の間の3歳の時に「長松丸」と命名される。
天文16年（1547年）正月13日、父・言継と参内し、「常御所」で天皇の御覧に入れ、御扇を拝領した。天皇との謁見を果たした後には天皇家に繋がる人々の所に次々と一日で訪問した。
天文22年（1553年）、11歳で従五位上・世襲の内蔵頭に任ぜられた事から衣冠や衣文を始めとする有職故実に通じていた事が窺える。11歳の元服は､一般の人の元服年齢とされる15歳よりかなり早いが、公家の世界では通常の事だったようである。元亀元年（1570年）に従三位、元亀2年（1571年）に参議、天正5年（1577年）に権中納言。天正13年6月24日（1585年7月21日）、冷泉為満・四条隆昌と共に勅勘を蒙り、京都から出奔した。理由は判然としないが、山科家領と禁裏領（天皇の私領）との間で年貢の徴収をめぐって争いがあったためとも言われる。縁戚関係にあった本願寺の庇護を受け、本願寺の京都移転に伴って言経も京都に戻ったが、なお勅勘は解除されなかった。
天正19年（1591年）2月26日､梅庵（大村由己）の斡旋により徳川家康との面会を約束された。言経は梅庵と共に家康を訪問した時に「家康卿大納言殿」と二重の敬語で記しており、よほど感激していたと思われるが、この日は留守のために会えず、対面できたのは30日になってからである。手土産に「公事根源抄」と三条西実隆の懐紙（三首）を持参した。同年3月20日、家康から10日間の扶持5人分、二斗五升を与えられる。文禄元年（1592年）9月18日、家康同意の下、豊臣秀次に召し抱えられ蝶者として働く。秀次事件では連座の対象となったが石田三成によって容疑が取り消された。その後、家康の強い推挙で、慶長3年12月7日（1599年1月3日）になってようやく赦免され、朝廷に復帰した。慶長7年（1602年）、正二位。言経は豊臣秀次の内情や豊臣一族の事情を逐一事細かに家康に報告している様子が『言経卿記』の随所から見られる。
医療・療治の知識があり、豊臣政権の番医とも親しくしていた事が知られている｡言経の医療は収入を得るためのものではなく､患者は言経との間に何らかの関係性を持つ者に限られ､日常的に言経を世話する立場の患者ほど､医療に関する直接的な謝礼をしない傾向にあった｡患者から金品がもたらされる事例は割合としては少なく､謝礼すること自体やその内容があらかじめ決められてはいなかった。
なお、言経の京都不在中、山科家は断絶したものとみなされ、四辻公遠の子・教遠を言経に代わる当主として立てて山科家の再興が行われた。ところが言経の復帰で教遠の養子・教利は山科家当主の地位を失い、彼のために新しい家（猪熊家）を創立して処遇されることとなった。この人物が猪熊事件を起こすことになる猪熊教利である。
慶長16年（1611年）、薨去。

## 系譜
- 父：山科言継（1507-1579）
- 母：葉室頼継の娘（?-1577）
- 妻：冷泉為益の娘（北向）（1553-?）
  - 男子：山科言緒[5]（1577-1620） - 『言緒卿記』の著者
  - 女子（1582） - 生後すぐ死去
  - 女子：弥々（1584-1587） - 疱瘡により早世
- 継承者　＊山科家の見解では歴代当主には数えられない
  - 男子：山科教遠（1581-1639） - 四辻公遠の次男